# 酒井博史
酒井 博史（さかい ひろし、1979年6月23日 - ）は、長崎県出身の忍者表現者、アクション俳優、俳優、スタントマン、アクション監督、殺陣師、YouTuber。
2021年まで芸能事務所 ワーサルに所属していた。

## 経歴
長崎県諫早市出身で、幼少期に東京都に移住。幼少期より特撮ヒーローやジャッキー・チェン等のアクションに影響を受け、チェンが出演する『ポリス・ストーリー』を鑑賞した事によりアクションに強い関心を持つようになった。
小学生5年生時に来園した日光江戸村の忍者劇場がきっかけで本格的にアクション俳優を目指すようになった。
1995年、ジャパンアクションクラブ（JAC）養成所に25期生として入所し、厳しい地獄トレーニングの日々を送った。
90年代後半より日光江戸村にてJACの研修として活動し、約2年半間、忍者劇場にて猿飛佐助等を演じるなど忍者アクションに没頭した。その後1度日光江戸村を退園し、アクション監督の下村勇二と出会い、アクションや撮影等の活動を行った。その後日光江戸村へ戻り、再度活動開始。その後再度日光江戸村を退園し、アクションや撮影等の活動を開始し、アクション監督の谷垣健治より多くの有名作品の仕事を紹介される。伊勢時代村の忍者劇場にても活動。
2000年代にアクションチーム「超級動作班 SUPER ACTION TEAM」を結成し、頭に就任。
2008年、『戦国 伊賀の乱』でアクション監督デビュー。
2009年、『新宿インシデント』でジャッキー・チェンと共演。
2010年10月21日、超級動作班 SUPER ACTION TEAMのYouTubeチャンネルを開設。
2016年7月まで主にスタントマンとしてテレビ・映画・舞台等に出演し、伊勢時代村にても活動。
伊勢時代村を退所後、芸能事務所のワーサルに所属し、ワーサルの所属団体「靁凮刄」（坂口拓プロデュース）に初期メンバーとして所属し、2017年より忍野しのびの里の忍者劇場などにて活動。
靁凮刄の正式メンバーとして2017年6月にソフトバンクのYahoo!ショッピングCM『忍法10倍の術篇』にてジャスティン・ビーバーと共演し、9月16日にマックスむらいの動画に出演。
2019年6月25日、自身のYouTubeチャンネルを開設。
2021年1月22日、Snow Manの『それSnow Manにやらせて下さい』に靁凮刄のメンバーとして出演。
2021年7月18日、靁凮刄を脱退、ワーサルを退所し、芸能活動を全停止したが、2022年1月20日に芸能活動に復帰。
2022年3月26日に『武蔵忍法伝 忍者烈風』第7期 第22話『鬼一口編 其の二 復活酒呑童子』にて月神斗一/雷 役で出演し、約7年ぶりのテレビドラマ出演となった。

## 人物
- アクションでは忍者表現と中国武術表現を重んじており、好きな忍者は戦国武将の真田幸村に仕えた甲賀忍者の猿飛佐助。2016年は大河ドラマ『真田丸』（脚本：三谷幸喜）が放送されていたため、伊勢時代村の忍者劇場の演目が真田関係となり、猿飛佐助を演じた。中国武術関連ではジャッキー・チェンに影響を受けており、2009年公開の『新宿インシデント』でジャッキー・チェンと共演している[4][5]。
- 忍者アニメ『NARUTO -ナルト-』シリーズのファン。他に好きな作品は『ドラゴンボール』シリーズ等。
- 趣味は筋力トレーニング、忍者研究、登山、キャンプ。
- 好物はかき揚げ蕎麦、稲荷寿司、魚料理、すた丼、山岡家・天下一品のラーメン、中国料理、梅酒。

## 超級動作班 SUPER ACTION TEAM
超級動作班 SUPER ACTION TEAM（ちょうきゅうどうさはん スーパーアクションチーム）は、酒井が創設し、頭を務めるアクションチーム。忍術やアクロバットを基本にしており、テレビ・映画・舞台等にて活動している。
オリジナル忍者ヒーロー『超級忍者ドラクナイザー』を発信しており、石田泰弘が声優を担当している。
2022年2月14日、神奈川県の小田原市観光協会の記事にて紹介された。

### メンバー
- 酒井 博史（頭）[19]
- 川田 光太[19]
- 依田 真一
- 曽我部 芳行
- 田港 朝仁